# Wzgórze Wilhelma
Wzgórze Wilhelma (niem. Wilhelmshoche, 171,06 m n.p.m.) – drugie najwyższe wzniesienie województwa kujawsko-pomorskiego i najwyższe w powiecie tucholskim, stanowiące morenę czołową. Położone jest pomiędzy wsiami Adamkowo a Bralewnica (powiat tucholski, gmina Kęsowo), znajduje się w obrębie Krajeńskiego Parku Krajobrazowego. Pod względem fizycznogeograficznym przynależy do Pojezierza Północnokrajeńskiego, zaś jego tereny należą do Lasów Państwowych (nadleśnictwo Zamrzenica, leśnictwo Klonia).
Oryginalna niemiecka nazwa Wilhelmshoche została nadana prawdopodobnie na cześć Wilhelma I Hohenzollerna. Na szczycie zlokalizowano punkt triangulacyjny, a od 2022 punkt widokowy i kamień upamiętniający zniszczenia nawałnicy z sierpnia 2017; dawniej stała tam także przeciwpożarowa wieża obserwacyjna. Teren porośnięty był lasem dębowym (obecnie przetrzebionym). Na szczyt prowadzą trzy wytyczone szlaki: Kasztelański, Leona Wyczółkowskiego i Ptasi Szlak Czerwony, a wzgórze jest najłatwiej dostępne drogą polną od strony wsi Adamowo.